# گیفورد (کارولینای جنوبی)
گیففورد(به انگلیسی: Gifford) شهری در ایالت کارولینای جنوبی کشور ایالات متحده آمریکا است که جمعیت آن در سرشماری سال ۲۰۱۰ میلادی، ۲۸۸ نفر بوده‌است.